# Zauvijek moja
Zauvijek moja är en singel av den montenegrinska gruppen No Name som representerade Serbien och Montenegro i Eurovision Song Contest 2005 där de kom på sjunde plats i finalen. Titeln betyder "Alltid min".